# Космічна програма Європейського Союзу
Космічна програма Європейського Союзу  — це програма фінансування ЄС, заснована в 2021 році разом із її керівним агентством, Агентством Європейського Союзу з космічної програми, з метою реалізації попередньо існуючої Європейської космічної політики, створеної 22 травня 2007 року, коли спільне та одночасне засідання на міністерському рівні Ради Європейського Союзу та Ради Європейського космічного агентства, спільно відомого як Європейська космічна рада, прийняло Резолюція про Європейську космічну політику. Політика була спільно розроблена Європейською Комісією та Генеральним директором Європейського космічного агентства. Це була перша спільна політична основа для космічної діяльності, створена Європейським Союзом (ЄС).
Кожна з держав-членів до певної міри проводить власну національну космічну політику, хоча вона часто координується через незалежне Європейське космічне агентство (ЄКА). Комісар з питань підприємництва та промисловості Гюнтер Ферхойген заявив, що, незважаючи на те, що ЄС є «світовим лідером у сфері технологій, Сполучені Штати та Росія переводять його в оборонну позицію, і він має лише приблизно 10-річну технологічну перевагу над Китаєм та Індією, які намагаються наздогнати».

## Передумови
Європейський Союз назвав кілька причин, чому його космічна політика буде корисною, зокрема:
- вирішення ключових суспільних проблем: космічний сектор надає державні послуги кожному в ЄС. Він може вирішити такі суспільні проблеми, як зміна клімату, стале споживання природних ресурсів, а також безпека;[7]
- робочі місця та промислове зростання: ЄС має понад 230 000 робочих місць у космічному секторі, що приносить економіці ЄС понад 50 мільярдів євро;[7]
- забезпечення автономії ЄС: маючи доступ до космосу, Європа може залишатися конкурентоспроможною в бізнесі, у безпеці та формувати сильнішу присутність на глобальній арені.[7]

### Комунікація 2007 року
26 квітня 2007 року було оприлюднено повідомлення, в якому викладено політику, у якій викладені напрямки для:
- Координація більш ефективних цивільних космічних програм між ЄКА, ЄС та відповідними державами-членами для забезпечення співвідношення ціни та якості та усунення непотрібного дублювання, таким чином задовольняючи спільні європейські потреби.
- Розробка та використання європейських космічних програм, таких як GALILEO та GMES (Глобальний моніторинг навколишнього середовища та безпеки), а також програм супутникового зв’язку.
- Збереження автономного доступу ЄС до космосу.
- Посилення синергії між оборонними та цивільними космічними програмами та технологіями та досягнення, зокрема, оперативної сумісності цивільних/військових систем.
- Забезпечення узгодженості космічної політики із зовнішніми відносинами ЄС і їх підтримки.

У політиці висловлюється підтримка оперативних і автономних супутникових можливостей глобального моніторингу навколишнього середовища та безпеки (GMES) до кінця 2008 року, а також глобальної навігаційної супутникової системи під європейським цивільним контролем, тобто системи позиціонування Galileo.

## Компоненти програми

### Супутникові системи

#### Galileo
Європейський Союз уже розпочав роботу над проектом створення системи позиціонування Galileo, щоб подолати залежність від системи GPS Сполучених Штатів. Це відбувається у співпраці з ЄКА, а також з іншими країнами.

#### EGNOS
Європейська геостаціонарна служба навігаційного покриття (EGNOS) надає навігаційну допомогу авіаційним, морським і наземним користувачам на більшій частині Європи. Система доповнює дані GPS, ГЛОНАСС і Galileo, відстежуючи та вносячи виправлення в дані про їхнє розташування.

#### Програма «Коперник»
Програма «Коперник» — це європейська система моніторингу Землі, яка складається із супутників спостереження Землі та датчиків на місці. Програма надає послуги в таких тематичних областях, як земля, море, атмосфера, зміна клімату, управління надзвичайними ситуаціями та безпека.

#### GOVSATCOM
Програма урядового супутникового зв’язку Європейського Союзу (GOVSATCOM) спрямована на забезпечення безпечних і економічно ефективних можливостей зв’язку для критично важливих місій і операцій, керованих Європейським Союзом та його державами-членами, включаючи суб’єктів національної безпеки та агенцій та установ ЄС.

#### IRIS²
IRIS² – це третя супутникова група ЄС (після Galileo та Copernicus), призначена головним чином для покращення комунікаційних послуг.

#### SSA
Ситуаційна обізнаність у космосі (SSA) контролює та захищає космічні ресурси, надаючи дані про небезпек в космосі. Це надзвичайно важливо для європейської економіки та громадян ЄС, які покладаються на космічні можливості у своєму повсякденному житті (навігація, зв’язок тощо).
SSA охоплює три основні сфери:
- космічна погода: моніторинг Сонця, сонячного вітру, а також змін магнітосфери, іоносфери та термосфери Землі, які може вплинути на космічну та наземну інфраструктуру або поставити під загрозу життя чи здоров'я людей;[16]
- захист планети: виявлення природних об’єктів, таких як астероїди і комети, які потенційно можуть вплинути на Землю, збір спостережень із телескопів по всьому світу та побудова їх шляху в небі для розрахунку ризику зіткнення;[17]
- відстеження активних і неактивних супутників і космічного сміття.[18]

## Інші програми ЄС, пов'язані з космічними дослідженнями

### Horizon Europe
Програма Horizon Europe є джерелом фінансування різноманітних проектів, таких як:
- моніторинг стійкості сільського господарства за допомогою проектів SIGMA та AGRICAB;[7]
- аналіз хімічного складу океанів Землі: OOSS2015;[7]
- підтримка міських планувальників у координації міських ресурсів: DECUMANUS;[7]

## Космічна рада ЄС/ЄКА

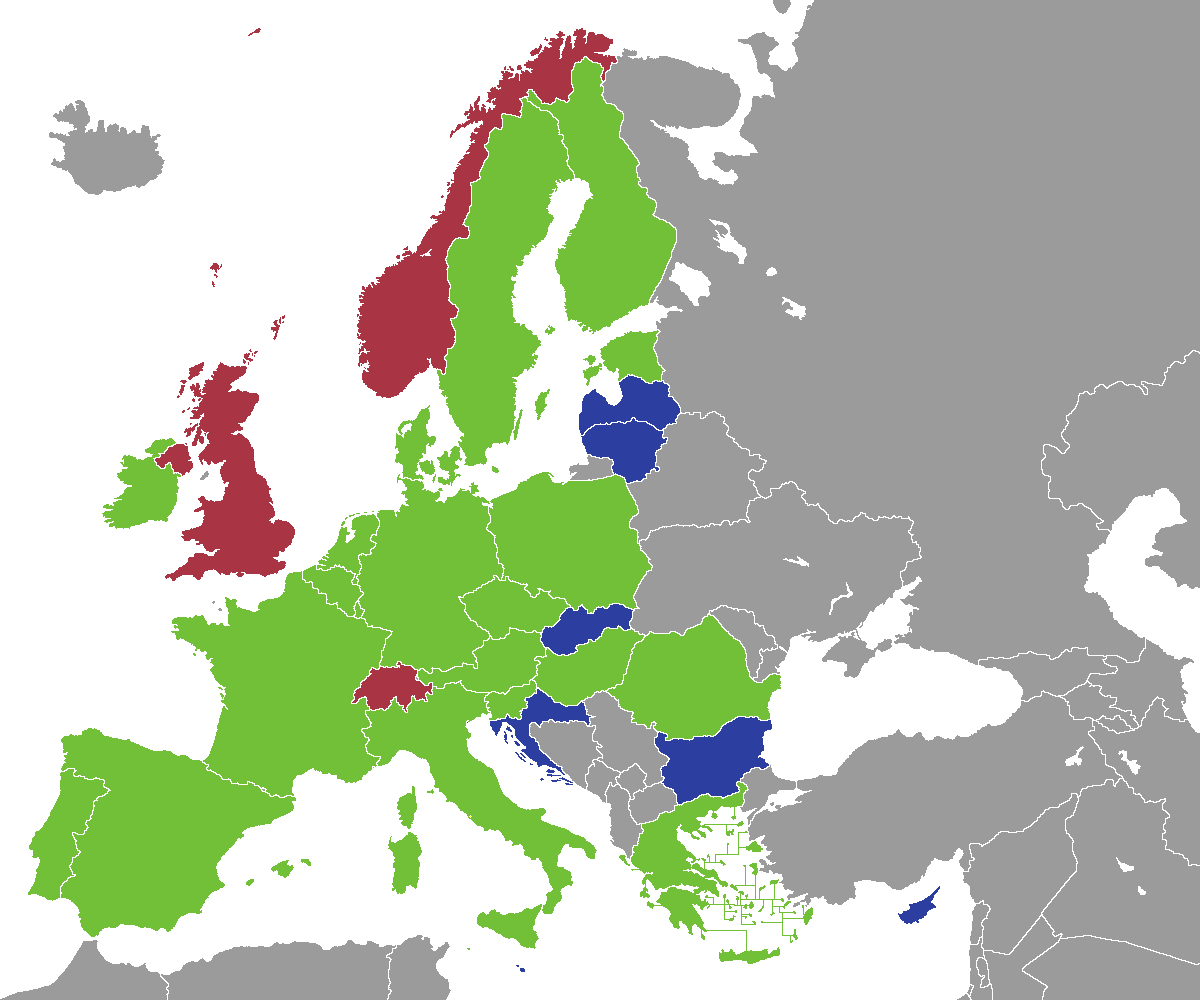
члени ЄС та ЄКА
члени ЄКА, які на входять до ЄС
члени ЄС, які не входять до ЄКА

ЄКА не є агенцією чи органом Європейського Союзу, а членами є країни, що не входять до ЄС (Норвегія, Швейцарія та Великобританія). Проте існують зв’язки між ними, з різними угодами, які діють і працюють над визначенням правового статусу ЄКА щодо ЄС.
Між ЄКА та ЄС є спільні цілі. ЄКА має офіс зв’язку з ЄС у Брюсселі. У деяких проектах ЄС і ЄКА співпрацюють, наприклад, супутникова навігаційна система Galileo. З грудня 2009 року космічна політика стала предметом голосування в Європейській раді. Відповідно до Європейської космічної політики, яка пізніше була реалізована як Космічна програма Європейського Союзу, ЄС, ЄКА та його держави-члени взяли на себе зобов’язання посилити координацію своєї діяльності та програм, а також організувати свої відповідні ролі, пов’язані з космосом.
Колишній італійський астронавт Умберто Гвідоні, який був членом Європейського парламенту з 2004 по 2009 рік, наголосив на важливості Європейського Союзу як рушійної сили для дослідження космосу: «Оскільки з’являються інші гравці, такі як Індія та Китай, стає все більш важливим, щоб європейці могли мати незалежний доступ до космосу. Ми повинні інвестувати більше в космічні дослідження та технології, щоб мати галузь, здатну конкурувати з іншими міжнародними державами. гравців».
Перша Міжнародна конференція ЄС-ЄКА з дослідження космосу людиною відбулася в Празі 22 і 23 жовтня 2009 року. Було обговорено дорожню карту, яка призведе до спільного бачення та стратегічного планування у сфері дослідження космосу. Були присутні міністри з усіх 29 країн-членів ЄС та ЄКА, а також члени парламенту.
ЄКА має офіс зв’язку в Брюсселі для сприяння відносинам з європейськими установами.

### Гарантування доступу Європи до космосу
У травні 2007 року 29 європейських країн висловили свою підтримку Європейській космічній політиці в резолюції Космічної ради, уніфікувавши підхід ЄКА з підходом Європейського Союзу та його держав-членів. За допомогою цієї резолюції ЄС, ЄКА та їхні держави-члени зобов’язуються посилити координацію своєї діяльності та програм, а також їхні відповідні ролі, пов’язані з космосом.
ЄКА співпрацює з ЄС у двох поточних флагманських космічних програмах, серії супутників спостереження Землі Copernicus і супутниковій навігаційній системі Galileo, при цьому ЄКА забезпечує технічний нагляд і, у випадку Copernicus, частково фінансує. Однак ЄС виявив зацікавленість у розширенні на нові сфери, звідки виникла пропозиція перейменувати та розширити своє супутникове навігаційне агентство (Європейське агентство GNSS) на Агентство ЄС з космічної програми. Пропозиція викликала сильну критику з боку ЄКА, оскільки вона сприймається як зазіхання на територію ЄКА.
У січні 2021 року, після багатьох років гострих стосунків, офіційні особи ЄС та ЄКА налагодили свої стосунки, а комісар ЄС із питань внутрішнього ринку Тьєррі Бретон заявив, що «Європейська космічна політика й надалі покладатиметься на ЄКА та її унікальний технічний, інженерний і науковий досвід», і що «ЄКА й надалі залишатиметься європейським агентством з питань космосу. Якщо ми хочемо досягти успіху в нашій європейській стратегії щодо космосу, а ми досягнемо цього, мені знадобиться ЄКА. сторона». Директор ЄКА Ашбахер відповів взаємністю, сказавши: «Я б дуже хотів зробити ЄКА головним агентством, головним агентством Європейської Комісії для всіх її головних програм». Вважається, що ЄКА та EUSPA мають різні ролі та повноваження, які будуть офіційно закріплені в Рамковій фінансовій угоді про партнерство (FFPA). Тоді як ЄКА зосереджуватиметься на технічних елементах космічних програм ЄС, EUSPA займатиметься операційними елементами цих програм.

## Наслідки виходу Великобританії з ЄС
Хоча Сполучене Королівство покинуло Європейський Союз, воно все ще продовжує своє членство в Європейському космічному агентстві. Оскільки члени Європейського космічного агентства вносять фінансування на основі відсотка ВВП, Велика Британія є одним із найбільших членів космічного агентства та надає значний обсяг фінансування.